# Enneastigma rufitibia
Enneastigma rufitibia är en tvåvingeart som beskrevs av Verner Michelsen 1994. Enneastigma rufitibia ingår i släktet Enneastigma och familjen blomsterflugor.
Artens utbredningsområde är Turkiet. Inga underarter finns listade i Catalogue of Life.